# Завод аппаратуры связи имени А. С. Попова
Горьковский завод аппаратуры связи имени А. С. Попова (ОАО «Горьковский завод аппаратуры связи им. А. С. Попова», ГЗАС) — российский разработчик и производитель авиационной радиосвязной и наземной аппаратуры.

## История
В феврале 1916 года из Риги в Нижний Новгород был эвакуирован железо-конструкционный завод «Молот». Именно с него начал свою историю будущий Горьковский завод аппаратуры связи имени А. С. Попова.
Во время подготовительных работ по строительству Горьковского автозавода, с конвейеров образованного на бывшей территории завода «Молот» автосборочного завода сходили первые советские «Форды» и легковые автомобили фордовских образцов. В 1932 году на предприятии был налажен выпуск автобусов, а с апреля 1946 года завод стал самостоятельным Горьковским автобусным заводом, который был единственным на тот период в стране заводом подобного профиля. На заводе появилось конструкторское бюро.
В декабре 1951 года завод преобразовали в предприятие по производству радиоаппаратуры. Начался выпуск авиационных средств связи[каких?]. С 1956 года завод стал производить радиостанции воздушного и наземного базирования для управления авиацией[каких?].
За вклад в развитие радиотехнического направления продукция завода удостаивалась медалей ВДНХ и дипломов различных степеней на международных выставках. В 1975 году за успешное выполнение государственных заданий постановлением Совета министров РСФСР Горьковскому заводу аппаратуры связи было присвоено имя Александра Степановича Попова.
Завод аппаратуры связи имени А. С. Попова длительное время работает на авиационную промышленность.
В апреле 2020 года стало известно, что Горьковский завод аппаратуры связи им. А. С. Попова освоил производство рециркуляторов воздуха, которые используются для профилактики распространения инфекций в помещениях.

## Продукция завода
- Аппаратура связи для авиации, наземного базирования, комплексы связи
- Продукция промышленного назначения: автокомпоненты, печатные платы, штуцеры
- Медицинская техника: Ультрафиолетовые кварцевые облучатели: ОУФК-01, ОУФК-09, ОУФК-240; аппараты магнитотерапии АМнп-01, ОРТОМАГ